# Bobby Julich
Robert (Bobby) Julich (Corpus Christi, 18 november 1971) is een voormalig wielrenner uit de Verenigde Staten.

## Wielerloopbaan
Julich groeide op in Colorado en was als zoon van een triatleet vaak de trainingspartner op de fiets voor zijn vader. Toen hij als tiener Greg LeMond zag presteren in de Ronde van Frankrijk, besloot hij wielrenner te willen worden.
Julich werd prof in 1992 en ontwikkelde zich als goede tijdrijder die ook goed bergop kon rijden. Hij deed voor het eerst van zich spreken in de Ronde van Spanje van 1996 waarin hij negende werd in het eindklassement. Twee jaar later werd hij derde in de Ronde van Frankrijk. Hij werd daarmee de derde niet-Europeaan ooit die het podium van de Tour de France haalde, na Greg LeMond en Fabio Parra. In 1999 kon Julich de Tour niet uitrijden na een val in een tijdrit. Ditzelfde zou hem nog eens overkomen in de Tour van 2006.
In 2000 werd Julich na afloop van de slotrit van de Ronde van Frankrijk op de Champs Élysées in Parijs door de Nederlandse renner Jeroen Blijlevens aangevallen; hij ontving enkele rake klappen op het hoofd. Blijlevens was gefrustreerd over het niet behalen van een etappeoverwinning en verweet Julich daar mede debet aan te zijn.,
In 2004 maakte Julich de overstap naar de CSC-ploeg van Bjarne Riis. Hij reed vervolgens een aantal ereplaatsen bij elkaar met als hoogtepunt de zilveren medaille bij de Olympische Spelen van Athene op de tijdrit. In eerste instantie behaalde hij brons, maar vanwege een dopingzaak rondom winnaar Tyler Hamilton, die in 2012 uit de uitslag geschrapt werd, won Julich uiteindelijk zilver. In 2005 won hij Parijs-Nice (de allereerste Pro Tour-wedstrijd) en de Eneco Tour. Hij werd ook 17e in de Ronde van Frankrijk.

## Later leven
Na 2007 zette Julich een punt achter zijn carrière. Hij ging aan de slag als technisch directeur bij zijn laatste ploeg, CSC, dat dankzij de nieuwe sponsor was omgedoopt tot Team Saxo Bank. Vanaf 2011 werkte hij voor het Britse Team Sky als 'racecoach'. Op 25 oktober 2012 stapte hij op nadat hij toegaf van 1996 tot 1998 doping te hebben gebruikt. Eerder was Julich door zijn ex-ploeggenoot Philippe Gaumont al beschuldigd van betrokkenheid bij het collectieve dopinggebruik van zijn toenmalige ploeg Cofidis.

## Belangrijkste overwinningen
1997
- Tijdrit en eindklassement Tour de l'Ain
- 2 etappes en eindklassement Route du Sud

1998
- Eindklassement Internationaal Wegcriterium

2004
- Luk Challenge (samen met Jens Voigt)
- Individuele tijdrit Ronde van het Baskenland
- Zilver op de tijdrit op de Olympische Spelen van Athene

2005
- Eindklassement Parijs-Nice
- Eindklassement ENECO Tour
- 3e etappe (tijdrit) Internationaal Wegcriterium
- Eindklassement Internationaal Wegcriterium
- Luk Challenge - Koppeltijdrit (met Jens Voigt)

2006
- Proloog Parijs-Nice
- Protour ploegentijdrit (met Lars Ytting Bak, Michael Blaudzun, Stuart O'Grady, Christian Müller, Brian Vandborg, Jens Voigt en David Zabriskie)

2007
- Protour ploegentijdrit (met Michael Blaudzun, Matthew Goss, Marcus Ljungqvist, Luke Roberts, Nicki Sørensen, Christian Vande Velde en David Zabriskie)
- Ploegentijdrit Ronde van Duitsland

## Resultaten in voornaamste wedstrijden
| Jaar | Ronde van Italië | Ronde van Frankrijk | Ronde van Spanje |
| ---- | ---------------- | ------------------- | ---------------- |
| 1996 |                  |                     | 9e               |
| 1997 |                  | 17e                 |                  |
| 1998 |                  | ↑                   |                  |
| 1999 |                  | opgave              | opgave           |
| 2000 |                  | 48e                 |                  |
| 2001 |                  | 18e                 |                  |
| 2002 |                  | 37e                 |                  |
| 2003 |                  |                     | 95e              |
| 2004 |                  | 40e                 |                  |
| 2005 |                  | 17e                 |                  |
| 2006 | 92e              | opgave              |                  |

| Jaar | Milaan-San Remo | Amstel Gold Race | Luik-Bast.‑Luik | Waalse Pijl |  | WK op de weg |  | Wereldranglijsten |
| ---- | --------------- | ---------------- | --------------- | ----------- |  | ------------ |  | ----------------- |
| 1996 |                 |                  |                 | 74e         |  | 11e          |  |                   |
| 1997 |                 |                  | 94e             | 79e         |  |              |  |                   |
| 1998 | 31e             |                  |                 |             |  |              |  |                   |
| 1999 |                 | 54e              |                 | 29e         |  |              |  |                   |
| 2000 |                 |                  | 58e             | 63e         |  |              |  |                   |
| 2001 | 30e             |                  | 74e             |             |  |              |  |                   |
| 2002 | 135e            |                  | 74e             | 92e         |  |              |  |                   |
| 2003 |                 |                  | 79e             | 62e         |  |              |  |                   |
| 2004 | 65e             |                  |                 |             |  |              |  |                   |
| 2005 |                 |                  |                 |             |  |              |  | 9e (UPT)          |
| 2006 |                 |                  |                 |             |  |              |  | 168e (UPT)        |

## Ploegen
- 1992 - Spago-Nutra Sweet
- 1993 - Chevrolet-L.A. Sheriff
- 1994 - Chevrolet-L.A. Sheriff
- 1995 - Motorola
- 1996 - Motorola
- 1997 - Cofidis
- 1998 - Cofidis
- 1999 - Cofidis
- 2000 - Crédit Agricole
- 2001 - Crédit Agricole
- 2002 - Team Deutsche Telekom
- 2003 - Team Telekom
- 2004 - Team CSC
- 2005 - Team CSC
- 2006 - Team CSC
- 2007 - Team CSC
- 2008 - Team CSC